# Самсонов Борис Іванович (модельник)
Борис Іванович Самсонов (1912, місто Москва, тепер Російська Федерація — ?) — радянський діяч, модельник Люберецького заводу сільськогосподарського машинобудування імені Ухтомського Московської області. Депутат Верховної Ради СРСР 3—5-го скликань.

## Життєпис
Народився в 1912 році в Москві. У 1914 році родина Самсонових переїхала в підмосковні Люберці, де батько працював на заводі сільськогосподарського машинобудування.
Закінчив семирічну школу, потім 2,5 роки навчався у школі фабрично-заводського учнівства та на курсах модельників Люберецького заводу сільськогосподарського машинобудування імені Ухтомського.
З 1929 року — формувальник-модельник верстато-модельного цеху Люберецького заводу сільськогосподарського машинобудування імені Ухтомського Московської області.
Член ВКП(б) з 1944 року.
Закінчив вечірню школу робітничої молоді.
Подальша доля невідома.

## Нагороди
- медаль «За доблесну працю у Великій Вітчизняній війні 1941—1945 рр.» (1945)
- медалі
- значок «Відміннику сільськогосподарського машинобудування»